# Décoration pour la bravoure et le mérite des volontaires de l'Est
La décoration pour la bravoure et le mérite des volontaires de l'Est (en allemand, Tapferkeits- und Verdienst Auszeichnung für Ostvölker), surnommée parfois médaille Ostvolk, est une distinction militaire du Troisième Reich, décernée aux personnes originaires d'Union soviétique (« Ostvolk » en allemand, littéralement « gens de l'Est ») ou aux citoyens allemands servant dans des unités encadrées par des ressortissants de l'Union soviétique. La décoration fut dessinée par Elmar Lang.
Il existait deux niveaux : médaille de deuxième classe (or, argent et bronze) et médaille de première classe (or et argent). Chacun existait en deux versions, avec épées (pour acte de bravoure) ou sans épées (pour le mérite).
La médaille représente une croix à huit branches décorée d'un motif végétal en son centre. La décoration de première classe fait 48 mm de diamètre, et s'attache au moyen d'une épingle. La médaille de seconde classe fait 40 mm de diamètre et est portée sur un ruban de 32 mm de large.

## Rubans et port

### Première classe
La médaille de première classe était portée à gauche sur la poitrine, comme la croix de fer.

### Seconde classe
La médaille de seconde classe était portée sur un ruban.
- Vert à deux bandes rouges (seconde classe, or)
- Vert à deux bandes blanches (seconde classe, argent)
- Vert (seconde classe, bronze)

Selon certaines sources[Lesquelles ?], des rubans spéciaux furent produits :
- Jaune clair à une bande centrale rouge foncé (seconde classe, or)
- Vert harbe à une bande centrale bleu foncé (seconde classe, argent)
- Vert citron à bande centrale bleu clair (seconde classe, bronze)

## Récipiendaires
Parmi les quelques milliers de récipiendaires, on citera :
- Semion Trofimovitch Bytchkov ;
- Bronislaw Kaminski (1944) ;
- En décembre 1943, dix-sept ouvriers de Jytomyr dont une femme reçurent la médaille de bronze pour avoir « sauvé des Bolcheviques d'importants biens[2] ».

Les récipiendaires allemands devaient déjà avoir reçu les croix de fer de deuxième et première classe avant de pouvoir recevoir la médaille Ostvolk de seconde classe d'argent.